# Stanhopea deltoidea
Stanhopea deltoidea là một loài thực vật có hoa trong họ Lan. Loài này được Lem. miêu tả khoa học đầu tiên năm 1862.